# 法比奥·卡瓦卢奇
法比奥-卡瓦卢奇（義大利語：Fabio Cavallucci，1961年10月11日—），意大利重要的当代艺术史学家及策展人之一。
毕业于意大利博洛尼亚大学文学系艺术专业，随后攻读了博洛尼亚美术学院及博洛尼亚大学当代艺术史专业硕士。1990-1998年间创立并管理圣索非亚“Vero Stoppioni”当代艺术画廊。
2001年至2008年，担任特伦托市立当代艺术博物馆馆长，创办并指导“WORK. Art in Progress”杂志。
他构想并策划了国际表演奖（2005-2008），并于2006年至2008年期间担任Manifesta 7.欧洲当代艺术双年展的协调人，2008年在Trentino Alto Adige举办。
2010年，他担任卡拉拉国际雕塑双年展的艺术总监，同年，成为华沙Ujazdowski城堡当代艺术中心的馆长，任期四年。 2014年—2017年，担任意大利第一家当代艺术博物馆普拉托路易吉佩奇当代艺术中心馆长。与众多国际艺术家如Maurizio Cattelan、Mario Merz、Paul McCarthy、Katarzyna Kozyra、Joan Jonas、Gillian Wearing、蔡国强、邱志杰等及哲学家齐格蒙·鲍曼和Marc Augé等合作。